# كأس إفريقيا للأندية البطلة 1966
كأس أفريقيا للأندية البطلة 1966 هي النسخة الثانية من دوري أبطال أفريقيا. شارك في المسابقة 13 فريقا ممثلا لبلاده وقد توج ستاد أبيدجان الإفواري بالكأس على حساب ريال بماكو المالي؛ وكانت المرة الثانية التي يخسر فيها فريق مالي للنهائي بعد النسخة الأولى التي خسرها الملعب المالي.

## الدور الأول
| الفريق الأول            | إجم. | الفريق الثاني   | مباراة الذهاب | مباراة الإياب |
| ----------------------- | ---- | --------------- | ------------- | ------------- |
| كوناكري 1 ‏              | -    | نادي غوري       | -             | -             |
| إنفانسيبل إليفن         | 9-2  | ريال بماكو      | 3-2           | 6-0           |
| ̩ديابل نوار              | 2-3  | دراغونس كينشاسا | 2-1           | 0-2           |
| إثيو سيمانت             | 10-1 | الهلال أم درمان | 4-1           | 6-1           |
| ايتوال                  | 6-0  | أشانتي كوتوكو   | 3-0           | 3-0           |
| إيتوال فيلانتي واغادوغو | 4-3  | ستاد أبيدجان    | 0-2           | 4-1           |
| أوريكس دوالا            | bye  |                 |               |               |

## ربع النهائي
| الفريق الأول  | إجم. | الفريق الثاني   | مباراة الذهاب | مباراة الإياب |
| ------------- | ---- | --------------- | ------------- | ------------- |
| ريال بماكو    | 3-5  | كوناكري 1       | 1-2           | 2-3           |
| ̩ديابل نوار    | 10-2 | الهلال أم درمان | 4-1           | 6-1           |
| أشانتي كوتوكو | 3-2  | ستاد أبيدجان    | 2-2           | 1-0           |
| أوريكس دوالا  | bye  |                 |               |               |

## نصف النهائي
| الفريق الأول    | إجم. | الفريق الثاني | مباراة الذهاب | مباراة الإياب |
| --------------- | ---- | ------------- | ------------- | ------------- |
| أوريكس دوالا    | 7-4  | ريال بماكو    | 3-2           | 4-2           |
| الهلال أم درمان | 4-3  | ستاد أبيدجان  | 4-2           | 0-1           |

## النهائي
| الفريق الأول | إجم. | الفريق الثاني | مباراة الذهاب | مباراة الإياب |
| ------------ | ---- | ------------- | ------------- | ------------- |
| ريال بماكو   | 5-4  | ستاد أبيدجان  | 4-1           | 1-3           |

## وصلات خارجية
- RSSSF.org